# Alfred Bickel

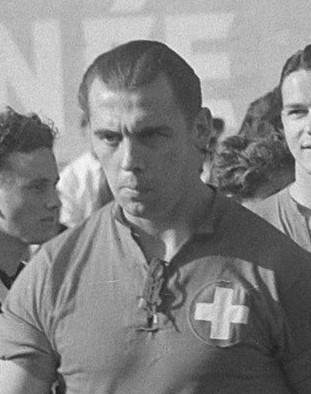
Alfred Bickel im Jahr 1950

Alfred «Fredy» Bickel (* 12. Mai 1918 in Eppstein; † 18. August 1999) war ein Schweizer Fussballspieler und Fussballtrainer. Von 1935 bis 1956 spielte er beim Grasshopper Club Zürich während 21 Saisons in der ersten Mannschaft. In dieser Zeitspanne gewann er mit GC sieben Mal die Meisterschaft, acht Mal den Cup (1956 gehörte er nicht der Final-Elf an) und feierte in den Jahren 1937, 1942, 1943, 1952 und 1956 mit den «Hoppers» das Double. In der Nationalmannschaft absolvierte der technisch-spielerisch herausragende Offensivspieler von 1936 bis 1954 71 Länderspiele und erzielte dabei 15 Tore. Er nahm mit der «Nati» an den Fussballweltmeisterschaften 1938 in Frankreich und 1950 in Brasilien teil. Der Verband der Schweizer Sportjournalisten verlieh dem Rekordtorschützen der NLA mit 202 Treffern im Jahr 1953 als erstem Fussballer die Auszeichnung «Verdienstvollster Sportler des Landes». Er fand auf dem Friedhof Altstetten seine letzte Ruhestätte.

## Laufbahn

### Vereine, 1935 bis 1956
Vom Zürcher Vorortsverein Sport-Verein Seebach wechselte «Fredy» Bickel im November 1935 mit 17 Jahren zum Grasshopper Club Zürich. Zeitgleich übernahm der österreichische Instruktor Karl Rappan die Trainingsleitung bei den Blau-Weissen. Das erfolgreiche gemeinsame Wirken für die «Hoppers» dauerte bis 1948 an. Bereits im zweiten Spieljahr, 1936/37, feierten Rappan und der Jungnationalspieler – am 18. Juni 1936 hatte das Talent beim Länderspiel in Oslo gegen Norwegen (2:1-Sieg) im Team der «Rotjacken» debütiert – Bickel das erste Double mit GC. Dem jungen Spieler kam dabei zugute, an der Seite von Könnern wie Torhüter Willy Huber, dem Verteidigerpaar Severino Minelli/Walter Weiler, den Läufern Hermann Springer, Sirio Vernati, Sigmund Guttormsen und den Angreifern Fritz Wagner, Max «Xam» Abegglen, Eugen Rupf und Heinrich Vita in seinen Anfangsjahren in der NLA spielen zu können. Die Meisterschaft ging 1938 an den FC Lugano, dafür glückte mit einem 5:1-Erfolg im Entscheidungsspiel am 19. Juni 1938 gegen den Servette FC der nächste Cupgewinn. Die Serie der Erfolge mit seinem Club setzte sich in der Zusammenarbeit mit Trainer Rappan bis zur Runde 1946 fort. Es kamen 1939, 1942, 1943 und 1945 vier weitere Meisterschaften sowie in den Jahren 1940 bis 1943 in Folge und am 22. April 1946 mit einem 3:0-Sieg gegen Lausanne-Sports fünf zusätzliche Cup-Siege hinzu.
Mit Trainer Willi Treml und den Angriffskollegen Robert Ballaman und Roger Vonlanthen gelang «Goldfuss» Bickel mit dem NLA-Rückkehrer GC in der Serie 1951/52 der erneute Doubleerfolg. Als 1954 die Weltmeisterschaft in der Schweiz ausgetragen wurde, kam der auch als «Rastelli des Rasens» titulierte Routinier nochmals bei GC zu 25 Ligaeinsätzen und erzielte dabei 12 Tore. In der Liga reichte es mit einem Punkt Rückstand zu FC La Chaux-de-Fonds mit den Blau-Weissen in der Saison 1953/54 zur Vizemeisterschaft. Neben den Erfolgen in Meisterschaft und Cup, den Einsätzen in der Nationalmannschaft nahm für den GC-Rekordspieler auch die Weltreise vom 26. Dezember 1954 bis 17. Februar 1955 mit Stationen in 21 verschiedenen Ländern einen besonderen Stellenwert ein.
«Fredy» Bickel – er zeichnete sich insbesondere auf dem Platz durch Flanken- und Cornerbälle, subtile Ballbehandlung, verblüffende Körpertäuschungen und darüber hinaus durch seltene Leistungskonstanz und Vereinstreue aus – trug in seiner 21. Saison 1955/56 mit 13 Einsätzen und zwei Toren nochmals an der Seite der Mitspieler Karl Elsener, Werner Hüssy, Branislav Vukosavljević und Robert Ballaman zum erneuten Double-Erfolg der «Hoppers» bei.
Sein Bruder Reinhard gehörte als linker Flügelstürmer der Cupsiegerelf des Jahres 1946 – 3:0-Sieg im Final am 22. April gegen Lausanne-Sports – an. 1956 beendete Alfred Bickel nach über 1000 Spielen seine aktive Karriere. Er hatte einen ausgezeichneten Ruf als mannschaftsdienlicher Spieler und hielt trotz vielen Auslandangeboten den Grasshoppers die Treue. Zuletzt wohnte «Fredy» Bickel an der Kalchbühlstrasse im Quartier Wollishofen in Zürich.
Wiederholt wirkte er bei GC als Interimstrainer.

### Nationalmannschaft, 1936 bis 1954
Gerade 18 Jahre alt geworden, debütierte der junge Angreifer von GC am 18. Juni 1936 beim Länderspiel in Oslo gegen Norwegen (2:1-Sieg) am rechten Flügel in der Nationalmannschaft. Sein erstes Tor in der „Nati“ erzielte er drei Tage später, am 21. Juni in Stockholm, beim mit 2:5 verlorenen Freundschaftsspiel gegen Schweden. Der Nachwuchsspieler stürmte dabei an der Seite von Paul Aebi, Numa Mounard, Max Abegglen und Vincenzo Ciseri. Als sein Vereinstrainer Karl Rappan erstmals die Schweizer Auswahl am 19. September 1937 in Wien beim Spiel gegen Österreich betreute und Eugène Walaschek sein Debüt gab, war er auch bei der 3:4-Niederlage aktiv. Bei dem 2:2-Remis am 31. Oktober 1937 in Genf gegen Italien schied er in der 28. Minute durch eine Schlüsselbeinfraktur aus, kehrte aber bereits wieder am 6. Februar 1938 beim beachtlichen 1:1 in Köln gegen Deutschland in die Auswahl zurück. Rappan setzte dabei auf «Blockbildung» und trat mit den sieben GC-Akteuren Willy Huber, Severino Minelli, August Lehmann, Hermann Springer, Sirio Vernati, Fritz Wagner und «Fredy» Bickel gegen die DFB-Elf von Reichstrainer Sepp Herberger an.
Unmittelbar vor dem WM-Turnier in Frankreich, trat die «Nati» am 21. Mai in seiner Heimatstadt Zürich gegen das «Fussballmutterland» England an. Rappan hatte neben dem «Schweizer Riegel» auch noch die taktische Variante mit dem «zurückhängenden Mittelstürmer» parat, und Bickel brachte dabei mit seinem spielerischen Vermögen die Mannen um Eddie Hapgood, Stanley Matthews und Cliff Bastin aus dem Konzept. Sensationell brachten die zwei Tore von Georges Aeby und André Abegglen einen 2:1-Erfolg der «Rotjacken» zustande. Mit 20 Jahren bestritt Bickel das WM-Turnier 1938. Beim 4:2-Erfolg im Wiederholungsspiel am 9. Juni gegen Gross-Deutschland gelang ihm in der 63. Minute der 2:2-Ausgleichstreffer. In allen drei WM-Spielen gegen Deutschland (2 Spiele) und den späteren Finalisten Ungarn war das GC-Talent im Einsatz. Im Jahr 1939 war er bei den zwei 3:1-Erfolgen – jeweils in Zürich – gegen Vizeweltmeister Ungarn (2. April) und Weltmeister Italien (12. November) dabei. Weitere erwähnenswerte Spiele mit der «Nati» waren die Länderspiele am 1. Februar 1942 gegen Deutschland (2:1-Sieg), 21. Juli 1945 gegen England (3:1-Sieg), 10. November 1946 gegen Österreich (1:0-Sieg), 18. Mai 1947 gegen England (1:0-Sieg), 17. Mai 1948 gegen Schottland (2:1-Sieg) und das Weltmeisterschaftsturnier 1950 in Brasilien. In Südamerika gehörte er in den Gruppenspielen gegen Jugoslawien (0:3-Niederlage) und am 25. Juni in Sao Paulo beim sensationellen 2:2-Remis (zwei Tore von Jacques Fatton) gegen Gastgeber Brasilien dem Team von Trainer Franco Andreoli an. Nach der WM in Brasilien stand er auch am 22. November 1950 in Stuttgart vor 115'000 Zuschauern beim ersten Länderspiel des DFB nach dem Zweiten Weltkrieg in der Schweizer Länderelf. Er führte als Captain zusammen mit seinem deutschen Kollegen Andreas Kupfer die Mannschaften auf das Feld.
Mit seinem Einsatz am 30. Mai in Zürich, es war das letzte Vorbereitungsländerspiel der «Nati» vor der WM 1954, verabschiedete sich «Fredy» Bickel nach seinem 71. Länderspiel (15 Tore) gegen die Niederlande (3:1-Sieg; drei Tore durch Roger Vonlanthen) nach 18 Jahren aus der Nationalmannschaft. Der SFV nominierte die Angreifer Charles Antenen, Robert Ballaman, Norbert Eschmann, Jacques Fatton, Josef Hügi, Eugen Meier, Marcel Mauron, Ferdinando Riva und Roger Vonlanthen für das Turnier und verzichtete auf den 36-jährigen Routinier aus Zürich.